# Tallahassee
Tallahassee és la seu del comtat de Leon i capital de l'estat de Florida, Estats Units. El 2004 la seva població era de 156.512 habitants i la de la seva àrea metropolitana era de 255.500 habitants.
Tallahassee és seu de la Universitat Estatal de Florida i de la Universitat A&M de Florida. També és el centre regional per al comerç i l'agricultura.
La ciutat disposa de l'Aeroport Regional de Tallahassee.

## Història
El nom "Tallahassee" és una paraula de la llengua ameríndia Muskogi que significa "vells camps," o "poble vell." Molt probablement es referia al poblat seminola situat prop del riu on anteriorment vivien els membres de la tribu Apalachee que es dedicaven al cultiu amb bastant èxit. A la regió s'hi va instal·lar la Missió de San Luis d'Apalachee que proveïa de productes agrícoles a la colònia espanyola de San Agustín. La Missió de San Luis d'Apalachee ha estat reconstruïda com a part de la història de la regió.
El 1821 Florida va ser cedida per Espanya als Estats Units i es va establir un govern territorial, però a causa de l'impracticitat d'alternar la seu del govern entre Saint Augustine i Pensacola, les dues ciutats més grans del Territori de Florida, el governador territorial (William Pope Duval) va nomenar una comissió per a establir un punt més cèntric per a la seu del govern. La comissió va escollir l'antic assentament amerindi de Tallahassee (a la meitat del camí entre les dues ciutats), en part gràcies a la bellesa del lloc i les seves cascades. El 1845, Florida es va convertir en estat amb Tallahassee com a capital.
Durant la Guerra de Secessió, Tallahassee va ser l'única capital d'estat que no va ser presa per les forces de la unió.

## Demografia
Segons el cens de 2000, la ciutat tenia 150.624 habitants, 63.217 llars i 29.459 famílies residents. La densitat de població era de 607,6 hab/km². Hi ha 68.417 unitats habitacionals amb una densitat mitjana de 276,0 o.a./km². La composició racial de la població de la ciutat és del 60,42% blanca, 34,24% afroamericana o negra, 0,25% nativa americana, 2,40% asiàtica, 0,05% de les illes del Pacífic, 0,97% d'altres orígens i 1,67% de dues o més races. El 4,19% de la població és d'origen hispà o llatí.
De les 63.217 llars, en el 21,8% d'elles hi viuen menors d'edat, 30,1% estan formats per parelles casades que viuen juntes, 13,2% són portats per una dona sense espòs present i 53,4% no són famílies. El 34,7% de totes les llars estan formats per una sola persona i 6,0% d'elles inclouen a una persona de més de 65 anys. La mitjana d'habitants per llar és de 2,17 i la grandària mitjana de les famílies és de 2,86 persones.
El 17,4% de la població de la ciutat té menys de 18 anys, el 29,7% té entre 18 i 24 anys, el 27,9% té entre 25 i 44 anys, el 16,8% té entre 45 i 64 anys i el 8,2% té més de 65 anys. La mitjana d'edat és de 26 anys. Per cada 100 dones hi ha 89,5 homes i per cada 100 dones de més de 18 anys hi ha 86,7 homes.
La renda mitjana d'una llar de la ciutat és de $30.571, i la renda mitjana d'una família és de $49.359. Els homes guanyen de mitjana $32.428 contra $27.838 per a les dones. La renda per capita a la ciutat és de $18.981. El 24,7% de la població i el 12,6% de les famílies estan per sota del nivell de pobresa. De la població total sota el nivell de pobresa, el 21,6% són menors de 18 anys i el 8,4% són majors de 65 anys.

## Llocs d'interès
- Alfred B. Maclay State Gardens
- Young actors theatre
- Shell Point Beach